# Désiré Van Daele
Désiré Van Daele  (Temse, 6 oktober 1909 - Mechelen, 4 februari 1995) was een Belgisch politicus voor de BSP.

## Levensloop

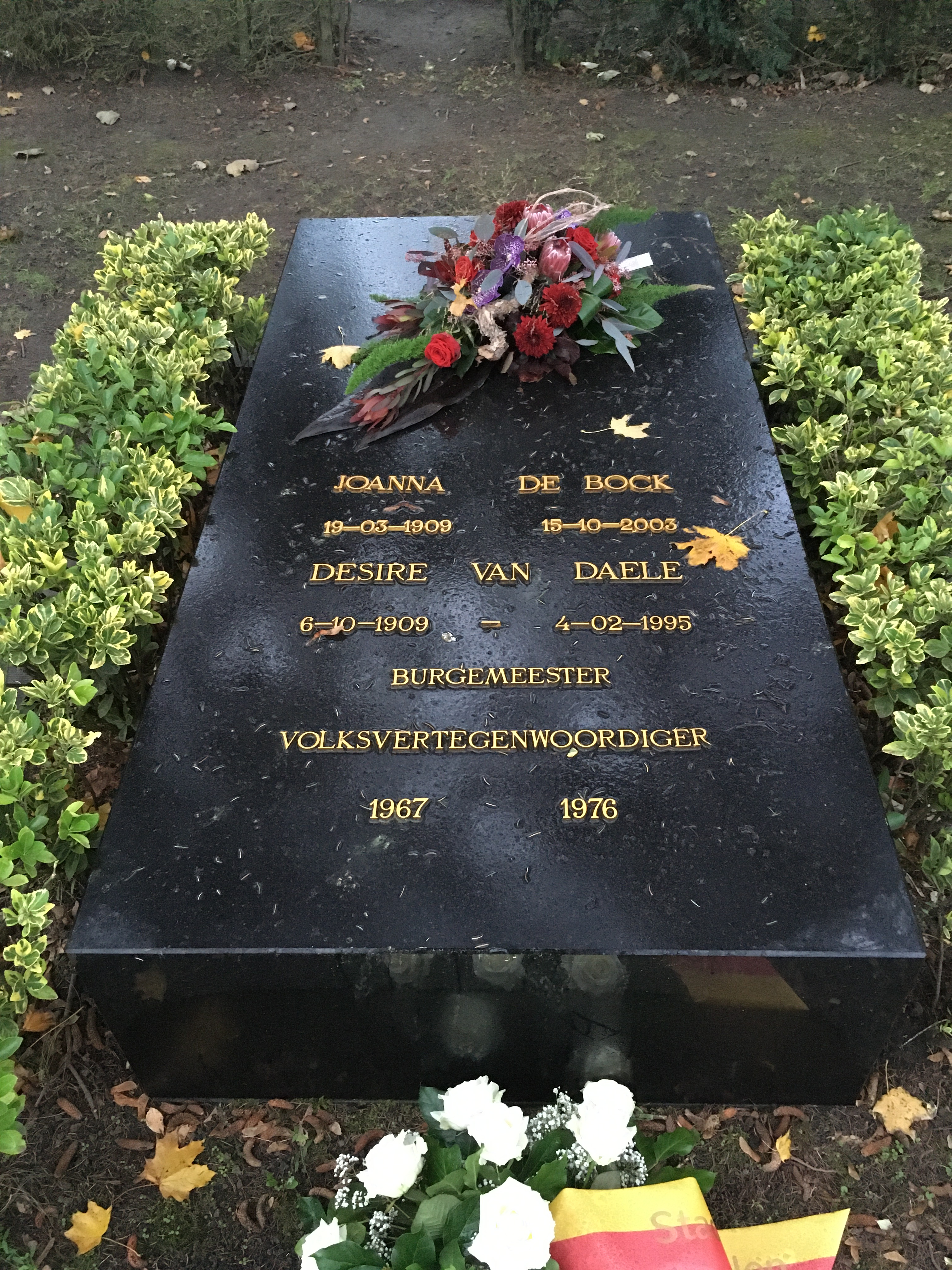
Het graf van Désiré Van Daele en zijn echtgenote op de begraafplaats van Mechelen

Van Daele was maatschappelijk assistent en werd actief in het ABVV, als secretaris van de Centrale van Metaalbewerkers voor Mechelen, een functie die hij uitoefende van 1941 tot 1969. In 1962 werd hij de voorzitter van de ABVV-afdeling van het arrondissement Mechelen.
Voor de BSP was hij van 1947 tot 1976 gemeenteraadslid van Mechelen, waar hij van 1947 tot 1967 schepen en van 1967 tot 1976 burgemeester was.
In 1967 werd hij lid van de Kamer van volksvertegenwoordigers voor het arrondissement Mechelen in opvolging van de overleden Antoon Spinoy en vervulde dit mandaat tot in 1977. In de periode december 1971-april 1977 had hij als gevolg van het toen bestaande dubbelmandaat ook zitting in de Cultuurraad voor de Nederlandse Cultuurgemeenschap, die op 7 december 1971 werd geïnstalleerd en de verre voorloper is van het Vlaams Parlement.